# Gouvernement Van den Brande III
Le gouvernement Van den Brande III est un gouvernement flamand tripartite composé de socialistes, démocrate-chrétiens et la Volksunie.
Cet exécutif fonctionne du 20 octobre 1992 au 20 juin 1995, en remplacement du gouvernement Van den Brande II. Le gouvernement Van den Brande IV lui succèdera.

## Composition
| Fonction | Titulaire | Titulaire                                                    | Parti |
| --- | --------- | ------------------------------------------------------------ | ----- |
| Ministre-président du Gouvernement flamand, ministre communautaire de l’Économie, des PME, de la Politique scientifique, de l’Énergie et des Relations extérieures |           | Luc Van den Brande                                           | CVP   |
| Vice-président du Gouvernement flamand, ministre communautaire de l’Environnement et du Logement                                                                   |           | Norbert De Batselier démissionne le 1er janvier 1995         | SP    |
| Ministre communautaire des Travaux publics, de l’Aménagement du territoire et des Affaires intérieures                                                             |           | Theo Kelchtermans                                            | CVP   |
| Ministre communautaire de la Culture et des Affaires bruxelloises                                                                                                  |           | Hugo Weckx                                                   | CVP   |
| Ministre communautaire de l’Enseignement et de la Fonction publique le 13 juin 1995 s'y ajoute: Vice-président du Gouvernement                                     |           | Luc Van den Bossche                                          | SP    |
| Ministre communautaire des Communications, du Commerce extérieur et des Réformes institutionnelles                                                                 |           | Johan Sauwens                                                | VU    |
| Ministre communautaire de l’Emploi et des Affaires sociales le 13 juin 1995 s'y ajoute: l’Environnement et le Logement                                             |           | Leona Detiège remplacée le 1er janvier 1995 par: Leo Peeters | SP    |
| Ministre communautaire des Finances et du Budget, des Établissements de santé, de l’Aide sociale et de la Famille                                                  |           | Wivina Demeester-De Meyer                                    | CVP   |